# Nicky Silver
Nicky Silver, född 1960 och uppvuxen i Philadelphia, är en amerikansk dramatiker.

## Biografi
Nicky Silver har en examen från New York University Tisch School of the Arts. Han debuterade 1989 med Fat Men in Skirts. Han spelades därefter off-off-Broadway och så småningon off-Broadway. Hans genombrottspjäs var Pterodactyls 1994 som var den första att recenseras i The New York Times. Debutpjäsen Fat Men in Skirts blev också hans internationella genombrottspjäs. Första teater att spela den utomlands var Teater Får 302 i Köpenhamn 1995. 1996 regisserade Thomas Ostermeier Fette Männer im Rock på Deutsches Theaters annexscen Die Baracke i Berlin.
Nicky Silver skriver tekniskt drivna komedier på familjetemat. Inom det temat berör han tabubelagda ämnen som sex, homosexualitet, incest och aids. Han rör sig i ett postmodernistiskt landskap med sammanfallande värderingar och med referenser till konst och media. Hans komedier är bitska, bisarra, provocerande och svarta. Han anger engelsmannen Joe Orton och amerikanen John Guare som två inspirationskällor.

## Uppsättningar i Sverige
- 1997 Feta män i kjol (Fat Men in Skirts), Helsingborgs stadsteater, översättning Mårten Westö, regi Jan Nielsen.
- 1997 Pterodaktyler (Pterodactyls), Östgötateatern, översättning Johan Celander, regi Saara Salminen Wallin
- 2000 Uppväxt i fångenskap (Raised in Captivity), Teater Playhouse, Stockholm, översättning Elisabet Klason & Björn Lönner, regi Mary Ethel Schmidt